# معهد مكسيم غوركي الأدبي
المعهد الأدبي سمي على اسم مكسيم غوركي هي مؤسسة تعليمية فدرالية (اتحاد الجمهوريات الاشتراكية السوفياتية - عموم الاتحاد) لتدريب العاملين الأدبيين. تأسس عام 1933 في قصر في شارع تفرسكي بموسكو ، وحصل على اسمه الحديث في عام 1936. كان ينتمي إداريًا إلى اتحاد كتاب اتحاد الجمهوريات الاشتراكية السوفياتية حتى عام 1992، وكان تحت وصاية وزارة التعليم والعلوم في الفترة من 1992 إلى 2014 ، ثم من 2014 إلى وزارة الثقافة في الاتحاد الروسي.

## الهياكل
الكليات:
- جماعية
- بالمراسلة.

- المهارة الادبية
- الترجمة الأدبية
- الأدب الكلاسيكي الروسي والسلافي
- الأدب الروسي الحديث،
- الأدب الأجنبي
- اللغة الروسية وعلم الأسلوب
- لغات أجنبية
- العلوم الاجتماعية .

المركز العلمي التربوي والثقافي «دار الأدب القومي»  

## قيادة
مدير
- نعوموف (ديسمبر 1933 - أكتوبر 1935)
- بورسكي م. (نوفمبر 1935 - يوليو 1937)
- جوتشكوف أندري لوكيانوفيتش (نوفمبر 1937 - يوليو 1941)
- فيدوسيف جافريل سيرجيفيتش (07/07/1941 - أكتوبر 1944)
- زايتسيف أليكسي فيدوروفيتش (10.16.1944 - 15/15/1945)
- غلادكوف فيدور فاسيفيتش (02.16.1945 - 10.17.1947) [5]
- سيدورين فاسيلي سيمينوفيتش (القائم بأعمال مدير المعهد ؛ 10/17/1947 - 04/10/1950)
- فاتيف بيتر ستيبانوفيتش (04/10/1950 - 06/15/1952)
- سرجين إيفان نيكولاييفيتش (القائم بأعمال مدير المعهد ؛ 06/15/1952 - 01/15/1954)
- بيتروف سيرغي ميتروفانوفيتش (01/15/1954 - 03/03/1955)
- بوليكاربوف دميتري ألكسيفيتش (القائم بأعمال مدير المعهد ؛ 03/03/1955 - 10/15/1955) [6]
- أوزيروف فيتالي ميخائيلوفيتش (12/01/1955 - 08/08/1957)
- سرجين إيفان نيكولاييفيتش (08/14/1957 - 09/16/1964 [7] ؛ منذ بداية أكتوبر 1961 - رئيس الجامعة)

عمداء
- ميجونوف أليكسي أندريفيتش (القائم بأعمال رئيس الجامعة ؛ أكتوبر 1964 - 02/11/1965)
- بيمينوف فلاديمير فيدوروفيتش (02/11/1965 [8] - 03/19/1985)
- إيجوروف فلاديمير كونستانتينوفيتش (03/19/1985 [9] - 07/18/1987 [10] )
- سيدوروف يفجيني يوريفيتش (07/20/1987 [11] - 02/10/1992 [12] )
- يسين سيرغي نيكولايفيتش (03/27/1992 [13] - 12/19/2005 [14] )
- تولكاتشيف سيرجي بتروفيتش (القائم بأعمال رئيس الجامعة ؛ 12/20/2005 - 03/23/2006)
- تاراسوف بوريس نيكولاييفيتش (03.23.2006 - 2.04.2014 [15] )
- تساريفا ليودميلا ميخائيلوفنا (عميد بالنيابة ؛ 04/03/2014 - 10/07/2014)
- فارلاموف أليكسي نيكولاييفيتش (10.10.2014 ، [16] - في الوقت الحاضر مضت. )